# Parnassius smintheus
Parnassius smintheus, la parnasiana de las Montañas Rocosas o apolo de las Montañas Rocosas, es una mariposa de gran altitud que se encuentra en las Montañas Rocosas de Estados Unidos y Canadá. Pertenece al género Apolo de las nieves (Parnassius) de la familia de las colas de golondrina (Papilionidae). Su color varía del blanco al amarillo-marrón pálido, con marcas rojas y negras que indican a los depredadores que no es apetecible.
Parnassius smintheus se alimenta principalmente de las hojas de la planta Sedum lanceolatum cuando son larvas y de su néctar cuando son adultos. La mariposa suele residir en prados y evita los bosques, porque prefiere mucho la luz. Los machos de esta especie vuelan con frecuencia de prado en prado para encontrar hembras y recursos alimenticios, mientras que las hembras suelen evitar volar. Los machos parecen tener elección de pareja en esta especie, ya que emergen de las pupas antes que las hembras y patrullan en busca de hembras, prefiriendo en gran medida a las hembras recién emergidas que aún no han volado.
Aunque la especie aún no está en peligro de extinción, el cambio climático y la actividad humana de las últimas décadas han reducido sus hábitats viables, y este proceso continúa.

## Área de distribución y hábitat

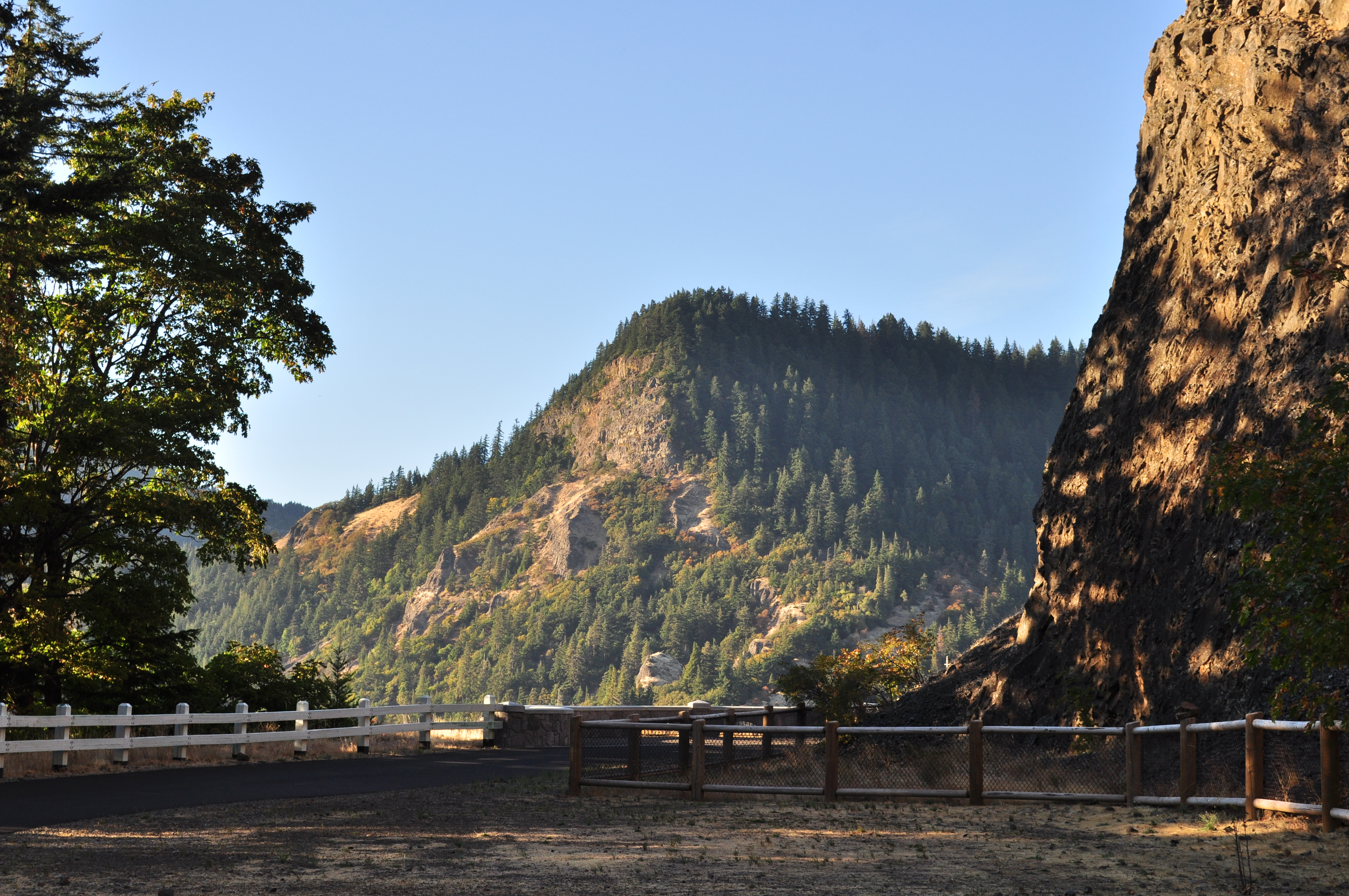
Hábitat, Mitchell Point

El área de distribución de esta mariposa se sitúa principalmente en las Montañas Rocosas, que abarcan Canadá y Estados Unidos, incluyendo las zonas montañosas de Yukón, Alaska y Columbia Británica en Canadá, y tan al sur como Nuevo México en Estados Unidos.
P. smintheus suele encontrarse en prados alpinos y subalpinos. Se ha observado que los machos de esta especie prefieren los prados con mayor abundancia de flores nectaríferas y mayor cantidad de la planta huésped Sedum lanceolatum. También preferían prados con un mayor número de hembras de su especie. Los machos pueden muestrear dos o más prados para obtener información sobre su calidad relativa. Se ha sugerido que esta preferencia de los machos por los prados con más recursos alimenticios puede deberse a sus mayores necesidades energéticas, ya que pasan mucho más tiempo volando que las hembras. En cambio, las mariposas hembras no mostraron preferencia por los prados con más flores nectaríferas o plantas hospedadoras, ni por un mayor número de machos.

## Recursos alimenticios

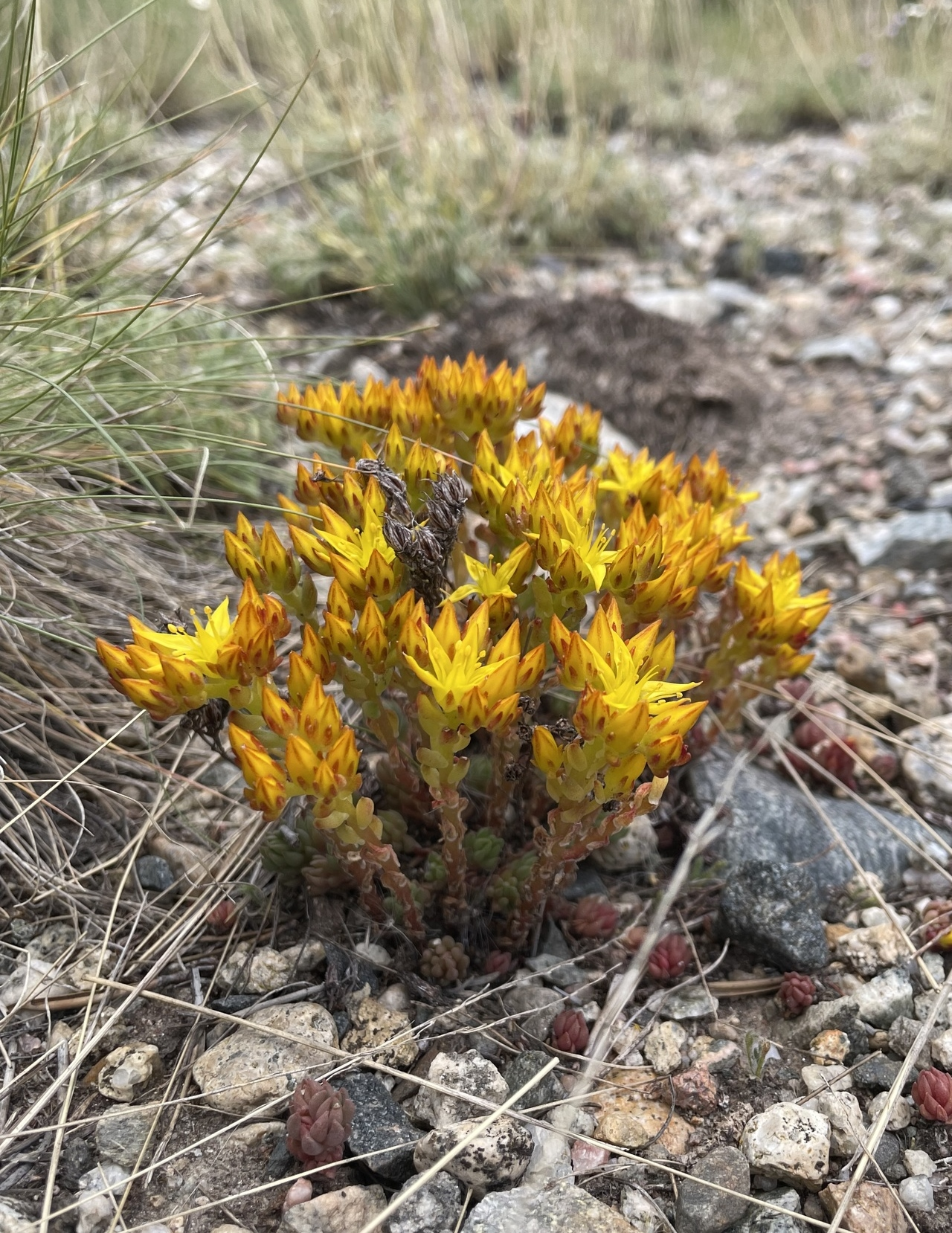
Planta larvaria: Sedum lanceolatum

La principal planta hospedadora de larvas es Sedum lanceolatum, una suculenta perenne de flores amarillas común en los hábitats rocosos del oeste de Norteamérica. Con menor frecuencia, las plantas hospedadoras de larvas pueden ser otras especies de Sedum, como S. divergens, S. oreganum, S. stenopetalum y S. integrifolium. Las plantas hospedadoras tienden a crecer en mayor abundancia en laderas empinadas, bien drenadas y con grava.Se encuentran sobre todo a 20-40 metros por encima de la línea de árboles. Los herbívoros rara vez se alimentan de S. lanceolatum, ya que produce un cianoglucósido disuasorio, la sarmentosina, por lo que hay poco riesgo de que las larvas sean depredadas accidentalmente como resultado de la ingestión de la planta.
Las larvas también secuestran sarmentosina de la planta en sus cuerpos para su propia defensa. Sin embargo, se ha descubierto que si la planta de S. lanceolatum sufre daños físicos por medios mecánicos, las larvas que se alimentan de ella tienen tasas de crecimiento reducidas, posiblemente debido a una defensa inducida por la propia planta. Mientras que el daño causado por los insectos no provoca la defensa de la planta, el daño provocado por la alimentación de las larvas sí induce la defensa de la planta. En consecuencia, las larvas a menudo se apresuran a alimentarse, y luego cambian a otra planta huésped dentro de la ventana de tiempo que ofrece la mayor calidad nutricional. Las larvas suelen alimentarse y abandonar la planta en menos de media hora. De noviembre a febrero, las hojas de la planta de la que se alimentan son mortalmente tóxicas para las larvas, pero el resto del año se alimentan y desarrollan con normalidad. Si la nieve se derrite antes de marzo, los huevos eclosionan cuando la planta aún es tóxica y las larvas mueren.

## Reproducción y ciclo de vida

### Reproducción

#### Comportamiento en la búsqueda de pareja
Los machos de esta especie suelen tener escasa discriminación visual, por lo que investigan todos los objetos voladores o posados del tamaño y color aproximados de las hembras de su especie. Identifican a las hembras principalmente por su color claro, por lo que es tan probable que persigan pequeñas lycaenids azules como que persigan grandes mariposas blancas, pero tienden a ignorar las mariposas más oscuras como las fritillarias. Los machos emergen de sus pupas antes que las hembras para patrullar en busca de hembras recién emergidas en un área extensa. Patrullan sobrevolando grandes áreas e investigan a las hembras que descansan o vuelan después de divisarlas. Los machos vuelan largas distancias continuamente en busca de hembras, deteniéndose sólo para tomar el sol o alimentarse.

#### Elección de pareja
Los machos se aparean con hembras jóvenes, prefiriendo las que aún no han desplegado las alas. Las hembras sólo se aparean una vez, ponen huevos una sola vez y los maduran a lo largo de su vida, por lo que las hembras más jóvenes tienen la mayor aptitud potencial y son seleccionadas por los machos. También hay pruebas de que las hembras emiten una feromona producida durante la fase de pupa, pero su efecto disminuye con el tiempo. La ventana de oportunidad para que una hembra se aparee parece ser bastante corta, limitada a sólo unos tres días. Las hembras de esta especie no tienen garantizado el apareamiento, y se ha estimado que alrededor del 14% de las hembras nunca se aparean. El éxito de apareamiento de las hembras está correlacionado con el tamaño de la población, donde se observó un menor éxito de apareamiento de las hembras en densidades de población bajas, y un mayor éxito en densidades de población más altas. Sin embargo, otros estudios han sugerido que el éxito de apareamiento de las hembras disminuye a medida que aumenta la densidad, posiblemente debido a la competencia entre machos por el apareamiento.

#### Conducta de apareamiento

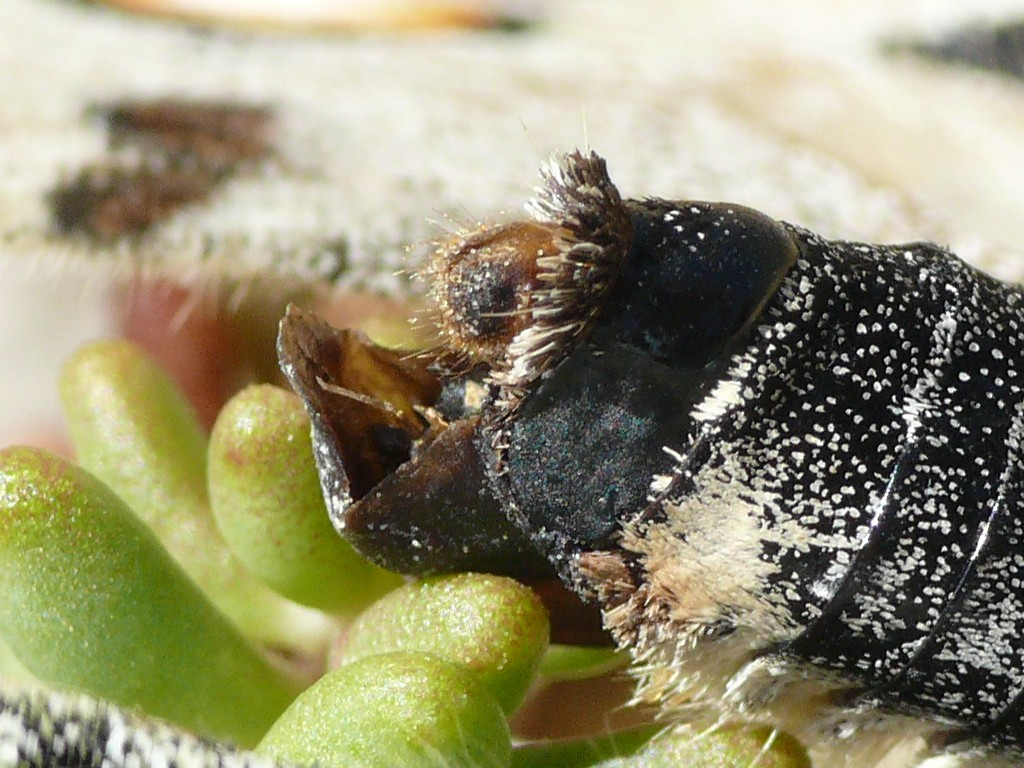
Tapón de apareamiento en el abdomen de la hembra.

La especie no tiene cortejo. En su lugar, los machos simplemente se lanzan sobre la hembra al encontrarla y la obligan a bajar al suelo si no está ya allí, e intentan aparearse por la fuerza. Esto tiene éxito si la hembra no se ha apareado todavía, pero suele fracasar si ya lo ha hecho, debido a un tapón de apareamiento, un pequeño tapón ceroso que el macho deposita en el abdomen de la hembra para evitar futuras cópulas. Los apareamientos infructuosos pueden durar una hora o más antes de que la hembra escape. Si una hembra no es receptiva al apareamiento, puede cerrar las alas con fuerza cuando se acerca un macho en un intento de evitar ser vista.

#### Regalos nupciales
Después de la cópula, el macho deposita un tapón genital ceroso en la punta del abdomen de la hembra, un tapón de apareamiento, para evitar que la hembra vuelva a aparearse. Contiene esperma y nutrientes para la hembra. Esto asegura que el macho sea el único que fecunde los huevos de la hembra. Ocasionalmente, el tapón de apareamiento no se deposita correctamente, lo que significa que una hembra apareada a veces puede presentarse sin tapón, o un macho apareado puede presentarse con un tapón retenido en sus ganchos. Sin embargo, no se ha demostrado ninguna diferencia en el número de huevos puestos por hembras con y hembras sin tapón de apareamiento, lo que indica que los nutrientes donados por el macho desempeñan un papel insignificante en la fecundidad de la hembra. Esto sugiere que, en esta especie, la función principal del tapón es impedir que la mariposa hembra se aparee varias veces.

### Oviposición
La oviposición o puesta de huevos se produce alrededor de la planta huésped Sedum lanceolatum, pero no en la propia planta huésped. Las hembras tienden a buscar prados de buena calidad que tengan S. lanceolatum, aunque no se requiere una alta densidad de plantas hospedadoras. Retendrán sus huevos y recorrerán mayores distancias para encontrar prados adecuados antes de la oviposición. Es probable que haya alguna señal química o física de la planta hospedadora de las larvas que estimule a las hembras a ovipositar cerca de ellas. No se sabe muy bien por qué la oviposición se produce fuera de la planta hospedadora, pero los investigadores han sugerido que puede ser para evitar la exposición de los huevos a los depredadores asociados a la planta hospedadora.

### Ciclo de vida

#### Huevo
Los huevos son blancos y redondos, pero aplanados en la parte superior e inferior. Presentan una superficie granulada, mientras que la zona micropilar, o zona donde el espermatozoide fecundó el óvulo, es marrón y hundida. La superficie del huevo es generalmente más esculpida en comparación con los huevos de otras mariposas, probablemente debido al grueso corion que ha evolucionado para proteger el huevo invernante de depredadores, parasitoides y condiciones ambientales adversas. Se producen unos 75 huevos por hembra, pero las cáscaras de los huevos no se consumen al eclosionar, a pesar de su alto contenido en nutrientes. Los huevos se ponen generalmente en el envés de las cabezas de las flores, hojas, palos, piedras, musgo, terrones de tierra y, a veces, en la planta que sirve de alimento a las larvas. La hembra puede o no ovipositar en la propia planta, y a menudo puede poner sus huevos a más de un metro de distancia de la planta. El embrión se convierte en larva de primer estadio un mes después de la oviposición, pero el huevo no eclosiona hasta que se derrite la nieve en la primavera siguiente.

#### Larva

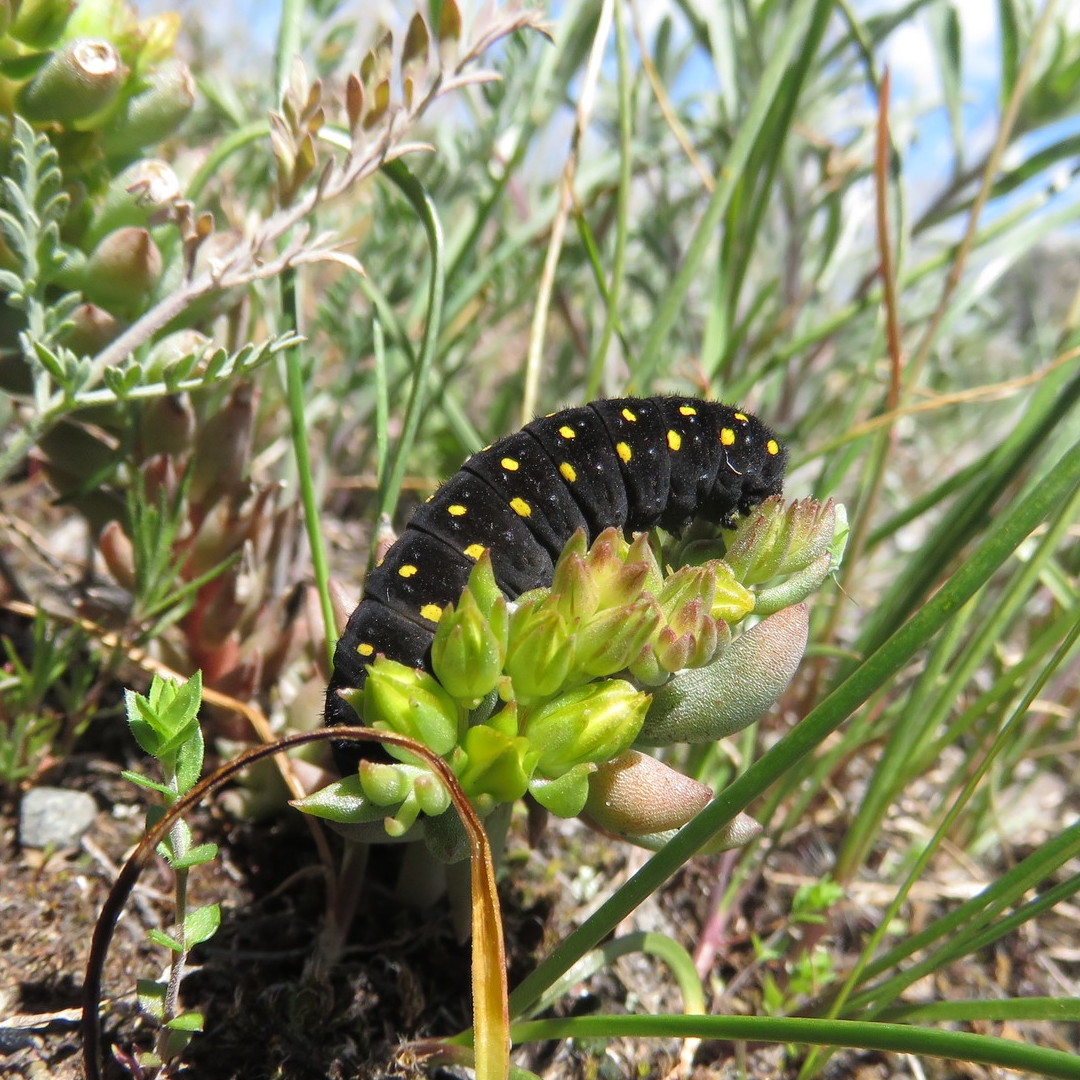
Oruga apolo de las Montañas Rocosas alimentándose de cantueso de hoja lanceolada, Parque Nacional de los Lagos Waterton, Alberta.

La larva completa cinco estadios antes de pupar, desarrollándose durante un periodo de entre 10 y 12 semanas. La larva del primer estadio tiene el cuerpo negro con muchos pelos y la cabeza de color negro mate. A medida que la larva se alimenta de su planta hospedadora, S. lanceolatum, secuestra en su cuerpo sarmentosina de la planta, lo que hace que la larva sea desagradable para los depredadores. Después del segundo estadio, aparecen marcas amarillas en el cuerpo que alertan a los depredadores, ya que la larva almacena niveles más altos de sarmentosina. La larva del quinto estadio es negra, con muchos pelos negros cortos y finos esparcidos por el cuerpo. Presenta dos filas laterales y dos dorsales de manchas amarillas brillantes. Tiene unos pequeños osmeterios vestigiales de color amarillo pálido, un órgano especial situado justo detrás de la cabeza que se asemeja a unas antenas. Como no siempre eclosionan cerca de su planta alimenticia, las larvas tienen un patrón de búsqueda rápido y direccional. Tienden a alimentarse rápidamente de su planta hospedadora larvaria y, a continuación, se desplazan a un lugar de asoleo en terreno abierto, hasta unos pocos metros de distancia, para termorregularse. Si se les molesta, las larvas se sacuden violentamente, luego caen al suelo en busca de cobertura y pueden descargar una sustancia química marrón maloliente.

#### Pupa
Las pupas son de color marrón amarillento oscuro a marrón rojizo y se forman en la hojarasca, la grava o las rocas que yacen cerca de la superficie del suelo. Las larvas no tejen un capullo, sino que juntan algo de seda a su alrededor simplemente para adherirse al entorno. Cuando están listas para emerger, las mariposas recién desarrolladas tienen dos ganchos diminutos para ayudarse a salir de donde estaban pupando.

#### Adulto

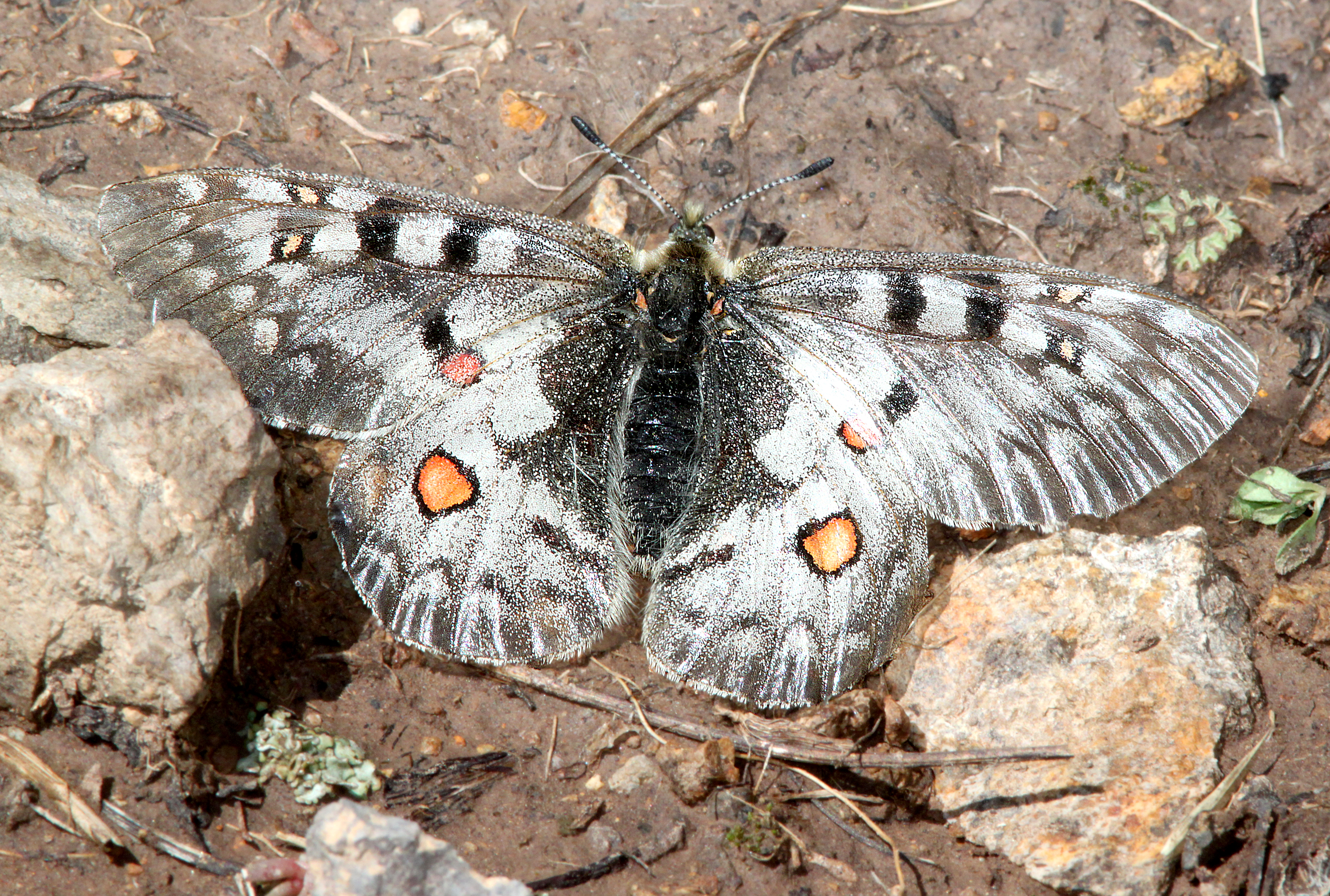
Adulto

Los adultos son generalmente de color blanco amarillento translúcido con marcas negras, grises y rojas, aunque varían mucho en color. Tienen una envergadura alar que oscila entre los 5 y los 7 centímetros. El ala anterior dorsal presenta una banda marginal gris y una banda submarginal gris pálido poco desarrollada. El margen del ala anterior suele tener pequeños triángulos negros en cada vena que atraviesa el ala, así como algunas marcas grises. El ala posterior ventral también puede presentar marcas grises marginales y submarginales. Los flecos de las alas suelen ser negros en los extremos de las venas. Los pelos y las escamas de la cabeza, las patas y el abdomen ventral suelen ser amarillentos. Ambos sexos suelen presentar manchas rojas brillantes en las alas posteriores y anteriores. Las poblaciones que viven a mayor altitud suelen tener hembras más oscuras, y tanto los machos como las hembras son más pequeños a menor altitud. Las mariposas adultas de esta especie se alimentan principalmente del néctar de especies de flores amarillas como Potentilla fruticosa, Solidago multiradiata, Senecio canus y S. lanceolatum.

## Dispersión local
La inmigración y emigración a diferentes praderas aumenta cuando hay una mayor conectividad de las praderas. En general, hay una mayor inmigración hacia las poblaciones más grandes, mientras que la emigración desde las grandes poblaciones tiende a ser baja. Esta tendencia está probablemente relacionada con la oportunidad de apareamiento, ya que los machos buscan enérgicamente hembras jóvenes. La especie tiende a evitar los bordes de los bosques y muestra menores tasas de migración a diferentes prados en un hábitat forestal. También tienden a volar con menos frecuencia y a menor velocidad en los bosques que en las praderas, debido a los menores niveles de luz. La distancia total recorrida tanto volando como reptando es significativamente mayor en los prados que en los bosques, aunque las distancias recorridas reptando se limitan generalmente a menos de 2 metros. Dado que las mariposas evitan los bordes de los bosques, los prados rodeados de bosques experimentarán menores tasas de inmigración y emigración.

## Depredadores
La especie se enfrenta a la depredación en todas las fases de su vida. Los huevos se enfrentan en gran medida a la mortalidad por herbívoros mamíferos que se alimentan de la planta huésped. La población de Dividend Mountain, cerca de Penticton (Columbia Británica), es aproximadamente la mitad del tamaño que el hábitat es capaz de soportar debido al ganado que pasta en la zona después de que se haya producido la oviposición. Las aves son los depredadores más importantes de larvas y mariposas adultas, así como pequeños mamíferos como ratones, ardillas listadas y ardillas. Las ardillas listadas transportan a las mariposas a sus lugares de alimentación y les arrancan las alas para comerse el cuerpo. Las arañas tejedoras de orbes son importantes depredadoras de mariposas adultas, al igual que otros insectos depredadores. Las hormigas son «depredadores parciales» de los adultos, ya que cortan los márgenes de las alas para alimentarse mientras las mariposas descansan.

### Adaptaciones antidepredadores
Para protegerse de los depredadores, las larvas retienen sarmentosina de la planta que les sirve de alimento; una mariposa contiene unos 460 ɥg de sarmentosina. P. apollo, una especie estrechamente emparentada, también secuestra sarmentosina, pero las concentraciones son casi tres veces superiores en los adultos de P. smintheus. La concentración de sarmentosina es mayor en las alas de la mariposa, lo que ayuda a ahuyentar a los depredadores, ya que las alas y sus escamas son lo primero que entra en contacto con cualquier depredador. Como resultado del secuestro del compuesto, las mariposas tienen un fuerte olor y excretan por el ano un fluido marrón que huele como su cuerpo cuando son atacadas. Su fluido corporal es un irritante nasal para los humanos. Se desconoce el mecanismo de defensa exacto de la sarmentosina, pero puede tratarse de un compuesto muy amargo, que hace improbable que los depredadores vuelvan a cebarse con ellas. Sus alas blancas con marcas negras y rojas advierten de su desagrado a las aves, mientras que su olor sirve para alertar a los roedores. Lo más probable es que los machos tengan más compuestos desagradables que las hembras, porque las ardillas listadas suelen comer más hembras que machos de esta especie.

## Patrones de vuelo
El periodo de vuelo abarca desde la primera semana de junio en zonas bajas hasta finales de septiembre en la tundra alpina. La especie es univoltina, es decir, sólo tiene una cría al año. Los machos de esta mariposa suelen ser más aparentes que las hembras. Las hembras de esta especie suelen evitar volar, prefiriendo buscar los lugares de oviposición arrastrándose, mientras que los machos emprenden más fácilmente el vuelo. Sin embargo, se ha comprobado que las distancias de dispersión son similares para los dos sexos. La mayoría de los desplazamientos se producen a través de zonas no boscosas y pocos a través de valles. Típicamente, el mayor número de vuelos se produce 20 metros dentro de los prados, mientras que el menor número se produce 20 metros dentro de los bosques, y las distancias medias de vuelo fueron mayores en los prados que en los bosques. La disposición a volar está correlacionada con la intensidad de la luz.

## Conservación
P. smintheus abunda actualmente en las Montañas Rocosas, pero las especies estrechamente emparentadas Parnassius apollo y Parnassius mnemosyne están amenazadas en Europa debido a la pérdida de hábitat y al aislamiento de las poblaciones. Estos fenómenos están empezando a poner en peligro también a P. smintheus. Debido a la supresión de incendios y posiblemente al calentamiento global, la línea arbórea ha aumentado mientras que las zonas de pradera han disminuido en más de un 78% desde 1952. Es probable que haya menos zonas de alimentación para las larvas de esta especie a medida que la línea arbórea siga aumentando, ya que prefieren alimentarse más lejos de ella. Los esfuerzos de conservación estarían mejor dirigidos a conservar el hábitat restante y a promover la conectividad entre las poblaciones existentes. La conectividad puede mantenerse evitando la invasión de los bosques y manteniendo corredores no arbolados entre las manchas.
Parnassius smintheus es vulnerable a los cambios de temperatura como consecuencia del cambio climático. En particular, los noviembres cálidos, así como las temperaturas extremas frías y cálidas de corta duración en noviembre, se asocian a los mayores descensos de la población. Un clima cálido de corta duración en noviembre podría provocar la eclosión prematura de los huevos, cuyas larvas morirían después al reanudarse las temperaturas invernales normales.

## Subespecie

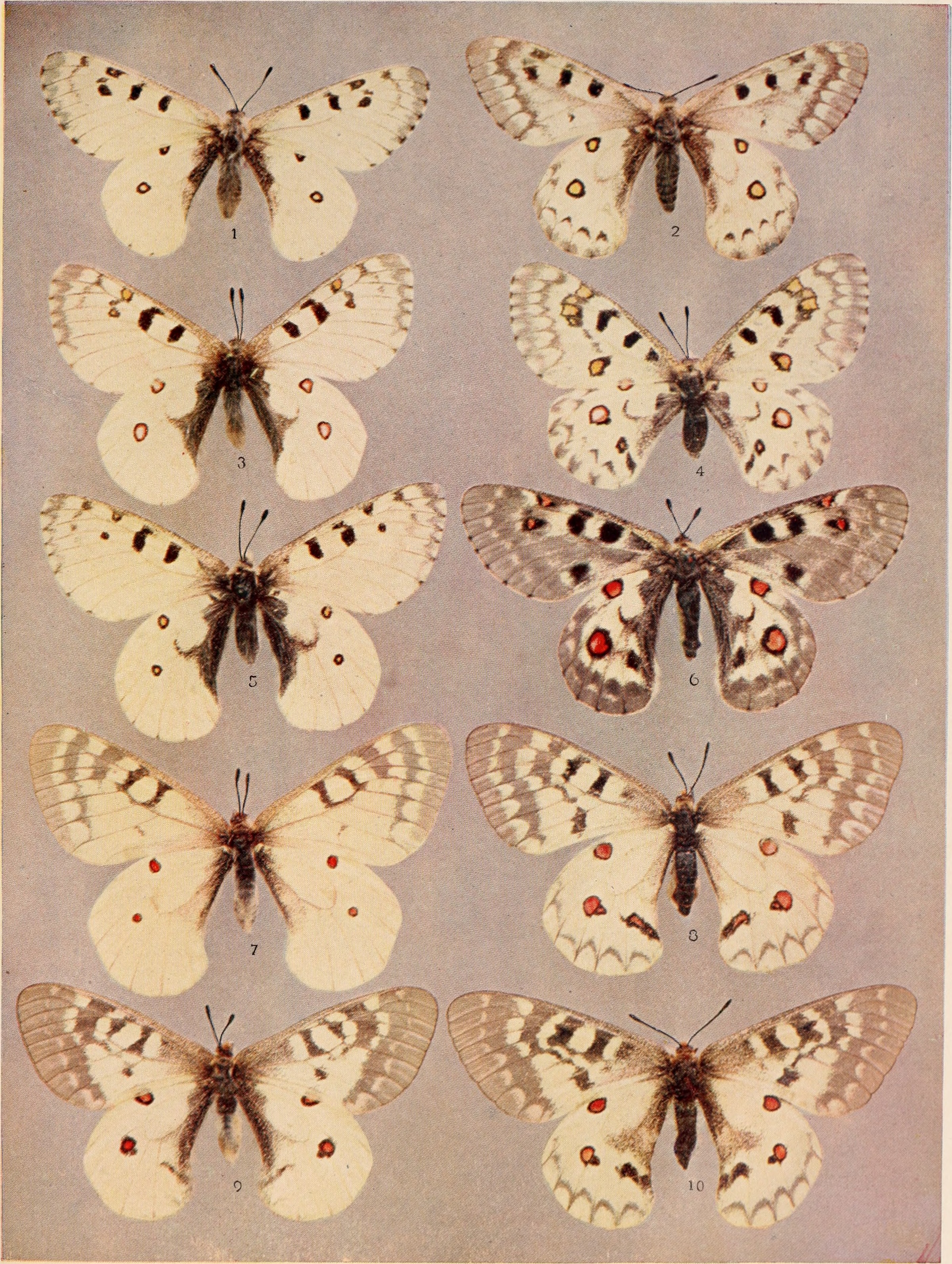
P. smintheus y P. clodius en The Butterfly Book de William Jacob Holland (1898)

P. smintheus tiene las siguientes subespecies:
- P. s. behrii W. H. Edwards, 1870 Sierra Nevada
- P. s. magnus Wright, 1905 Washington state
- P. s. maximus Bryk & Eisner, 1937 Rocky Mountains
- P. s. olympianna Burdick, 1941 Olympic Mountains, Vancouver Island
- P. s. pseudorotgeri Eisner, 1966 Colorado (San Juan Mountains)
- P. s. sayii Edwards, 1863
- P. s. smintheus Doubleday, 1847
- P. s. sternitzkyi McDunnough, 1936 North California (named for Robert F. Sternitzky)
- P. s. yukonensis Eisner, 1969 South Yukon, British Columbia

(véase también P. s. xanthus Ehrmann, 1918: Washington State)

## Especies similares
P. smintheus suele identificarse erróneamente como Parnassius phoebus, que es una especie holártica estrechamente emparentada. Algunos investigadores también tienden a dividir la población norteamericana de la mariposa en dos o tres especies. Normalmente, las poblaciones más septentrionales se consideran parte de P. phoebus, mientras que el resto se considera P. smintheus. La mejor forma de distinguir estas especies regionales es por el lugar donde se encuentran.
- P. phoebus (Phoebus apollo)
- P. clodius (Clodius parnassia)
- P. eversmanni (Eversmann's parnassian)